# Codru
Codru è una città della Moldavia appartenente al municipio di Chișinău di 14.277 abitanti al censimento del 2004